# Пелопид
Пелопид (на старогръцки: Πελοπίδας) е древногръцки военачалник, един от предводителите на Тива във времето на най-големия политически възход на този полис – 70-те и 60-те години на IV в. пр.н.е.
На него Плутарх посвещава един от своите „Успоредни животописи“.

## Произход
Рождената дата на Пелопид не е известна. Предполага се, че е роден между 410 и 405 г. пр.н.е. Произхожда от заможно семейство на земевладелци. Син е на Хипокъл. Името на майка му не е запазено в историческите извори. 
Дълго преди двамата да се издигнат начело на Тива, Пелопид завързва близко и трайно приятелство с бъдещия победител при Левктра Епаминонд. Двамата участват като обикновени войници в похода на Спарта срещу Мантинея през 385 г. пр.н.е. Във времето непосредствено след Анталкидовия мир Тива е съюзник на спартанците и ги подпомага с военен контингент да подчинят непокорния аркадски град. В боевете за Мантинея Пелопид е тежко ранен и е спасен от гибел само благодарение на намесата на Епаминонд и на спартанския цар Агезиполид.

## Изгнание и завръщане
През 382 г. пр.н.е. в Тива е извършен преврат. С помощта на спартанска войска в града идват на власт олигарси, които прокуждат стотици граждани в изгнание. Сред изгнаниците е и Пелопид, който прекарва следващите три години в Атина.
През зимата на 379 срещу 378 г. пр.н.е. изгнаниците извършват контрапреврат. Пелопид е един от водачите им и лично убива предводителя на олигарсите Леонтиад. В резултат на контрапреврата в Тива е установена демокрация, а спартанският гарнизон в цитаделата на града – Кадмея, е прогонен. В следващите години Пелопид е избиран неколкократно за беотарх.

## Тегира и Левктра
Начело на Свещения отряд, през 375 г. пр.н.е. Пелопид печели битката при Тегира. С победата си развенчава мита за непобедимостта на спартанците и си печели трайна слава. Когато неголемият отряд, който предвожда, се озовава срещу два пъти по-многочислен враг без възможност да отстъпи, Пелопид не само запазва хладнокръвие, а бързо овладява паниката сред воините си. Когато един от тях възкликва, че са попаднали право в ръцете на врага, Пелопид отвръща „а защо не той в нашите?“.
При Левктра през 371 г. пр.н.е. Пелопид командва сполучливо Свещения отряд на левия фланг срещу главните сили на спартанците начело с цар Клеомброт. Победата в тази битка превръща Тива във водеща сила в Елада.
През 370 г. пр.н.е. Пелопид е отново беотарх и участва в похода на беотийците в Пелопонес в подкрепа на вдигналите се срещу спартанското господство жители на Аркадия. След като първоначалната цел на похода – отблъскване на спартанците от въстаналата Мантинея – е постигната, Пелопид заедно с Епаминонд настоява за продължаване на настъплението. Беотийците и съюзниците им нахлуват в сърцето на спартанската държава – областта Лакония. Спарта оцелява, но е трайно отслабена с опустошаването на Лакония и отцепването на Месения. Така, за да нанесат възможно повече вреди на врага, Пелопид и Епаминонд задържат командването по-дълго от постановения по закон срок. Затова след завръщането си в Тива двамата са съдени, но са оправдани с почести.

## Походи в Тесалия и Македония
Скоро след завръщането си от Пелопонес, през същата 369 г. пр.н.е., Пелопид повежда експедиция в Тесалия с цел да пресече усилията на тирана Александър от Фере да наложи господство над областта. Намесва се в междуособиците в Македония и сключва съюзен договор първо с цар Александър II, а година по-късно и с узурпатора Птолемей от Алор.
През 368 г. пр.н.е., докато е в Тесалия с нова военна и дипломатическа мисия, Пелопид е заловен с измама и е държан цяла година като пленник на Александър Ферски. За да го освободят (него и съратника му Исмений), тиванците изпращат последователно две военни експедиции и в крайна сметка успяват.

## Пратеник в Персия
През 367 г. пр.н.е., не за дълго след освобождаването си от Фере, Пелопид е изпратен с дипломатическа мисия в Суза – резиденцията на персийския цар Артаксеркс II. Преговорите носят пълен успех на Тива – Пелопид не само попречва на спартанците и атиняните да измолят финансова подкрепа от персите, но и убеждава царя да признае независимостта на Месения от Спарта и да подкани Атина да разпусне флотата си. Условията, договорени в Суза, обаче се оказват неприложими в Гърция и Тива е принудена да продължи войните в Пелопонес, Егея и Тесалия.

## Гибел
През 364 г. пр.н.е. Пелопид повежда нов поход срещу тирана на Фере Александър. В битката при Киноскефале проявява лична храброст, с енергията си увлича бойците си в атака и печели победа, но губи живота си. В знак на почит тесалийците му издигат статуя при светилището в Делфи.